# Тридцатилетний мир

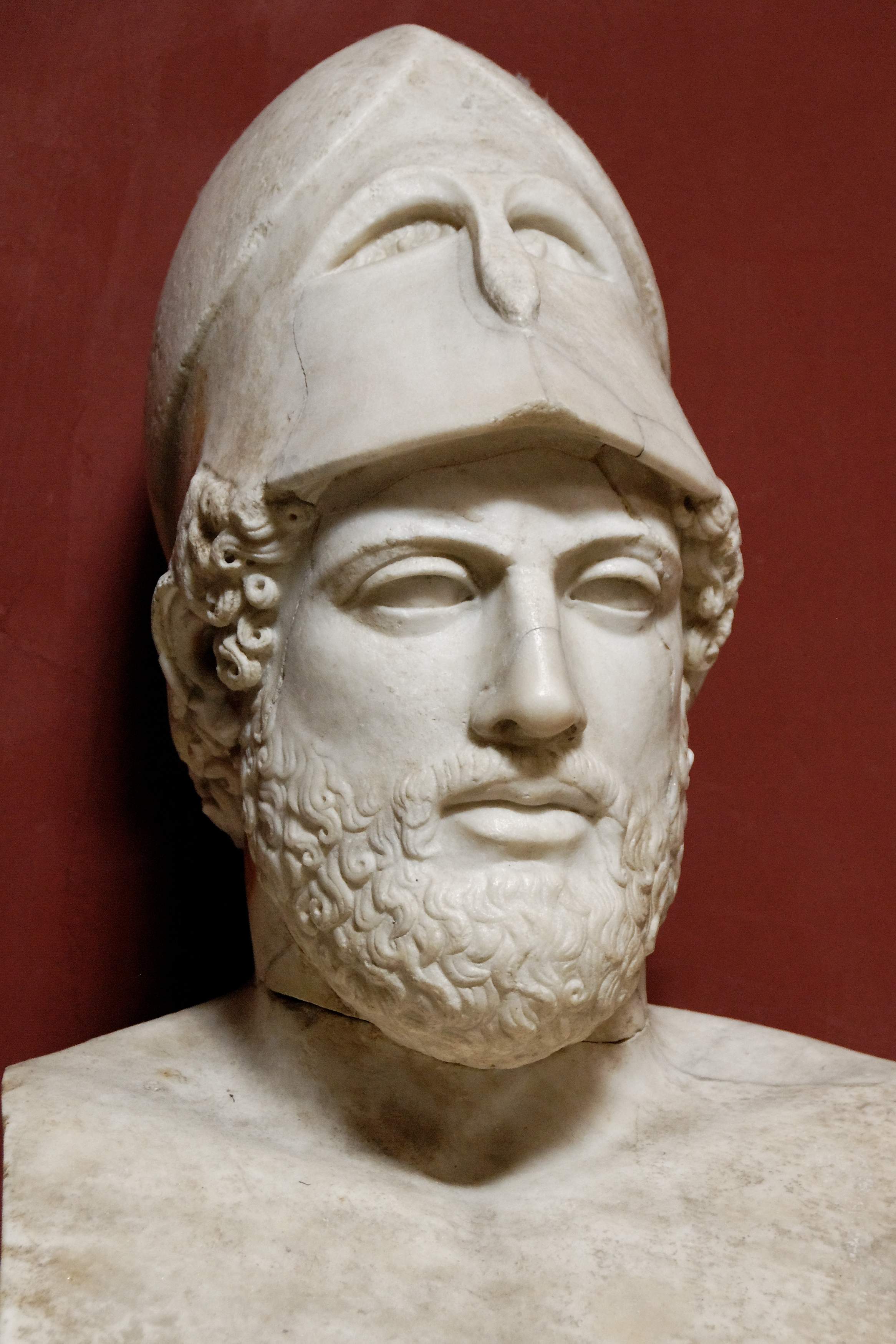
Бюст Перикла. Римская копия с греческого оригинала. Музей Пио-Кристиано, Ватикан

Тридцатилетний мир (также известный как «Периклов мир»; 446/445 год до н. э.) — мирный договор между Афинами, которые выступали от лица всех членов одноимённого морского союза, с одной стороны, и Пелопоннесским союзом во главе со Спартой — с другой, завершивший Малую Пелопоннесскую войну. Был рассчитан на тридцать лет (отсюда и название), но продержался около 15 лет, до начала Пелопоннесской войны.
Заключение мира стало дипломатической победой Перикла. Завершение войны привело к биполярному разделению Древней Греции на проафинский и проспартанский союзы. За Афинами было обеспечено господство в Эгейском море. Мир носил шаткий характер. Доверие между Спартой и Афинами было утрачено. Любой конфликт между второстепенными участниками союзов грозил привести к большой общегреческой войне, что и произошло в 431 году до н. э., когда началась Пелопоннесская война.

## Предыстория
Малая или Первая Пелопоннесская война началась в 460 году до н. э. Она представляла серию локальных конфликтов между представителями Афинского морского и Пелопоннесского союзов. Основными участниками были Афины и Спарта. Начало войны было ознаменовано крупными победами афинских стратегов Миронида, Толмида и Леократа. В начале 440-х годов до н. э. ситуация изменилась коренным образом. В 447 году до н. э. в Беотии вспыхнуло восстание против афинского владычества. Армия под командованием Толмида попала в западню и была полностью уничтожена.
В 446 году до н. э. началось антиафинское восстание на Эвбее. На остров была направлена армия под командованием Перикла. В это время от Афин отпали Мегары. Чтобы помочь повстанцам, в Аттику вторглось большое спартанское войско под командованием царя Плистоанакта. Перикл был вынужден вернуться с войском из Эвбеи. Он не решился вступить в бой с сильным спартанским войском. Вместо сражения он начал тайные переговоры с руководителями армии противника. Согласно античной традиции, ему удалось подкупить спартанцев. Отношение историков к сообщению о взятке Перикла спартанскому царю, в основном, критичное. Возможно, Плистоанакт действительно вёл переговоры с Периклом, но не о взятке, а о заключении мира на выгодных для спартанцев условиях. Как бы то ни было спартанцы покинули Аттику и вернулись домой.

## Условия
Для заключения мира в Спарту из Афин было отправлено десять послов. Руководил посольством, по всей видимости, престарелый государственный деятель Каллий, сын Гиппоника Аммона. В его состав также входил дед знаменитого оратора Андокида и некий Харит.
В мирном договоре говорилось, что афиняне отказываются от всех земель и городов, захваченных ими на Пелопоннесе и в Мегариде. Они должны были вернуть пелопоннесцам Нисею, Паги, Трезен и Ахайю. Таким образом из всех военных приобретений за Афинами сохранился лишь стратегически важный, расположенный у выхода из Коринфского залива, Навпакт. Также Афины согласились дать Эгине автономию, что, по факту, так и не выполнили.
Обе стороны обязались не принимать в свои союзы города-перебежчики. Данный пункт договора был особо важным для Афин. Таким образом они добились признания от спартанцев власти над членами морского союза и обезопасили себя от вмешательства лакедемонян в антиафинские восстания. Стороны договорились разрешать все споры в третейских судах. Была предусмотрена свобода мореплавания и торговли. В договоре было особо отмечено, что его условия не распространяются на Аргос. Этот полис на момент заключения договора вышел из войны и заключил мир со Спартой. Он не состоял ни в Пелопоннесском, ни в Афинском морском союзах. Согласно договору он самостоятельно мог определять свою внешнюю политику. Общегреческий религиозный центр Дельфы, по всей видимости, объявлялся независимым государством.
В соответствии с соглашением текст договора на медных пластинах установили в Афинах, Олимпии, Амиклах, а также возможно в Дельфах и на Истме. Сам текст мирного договора не сохранился. Возможно пластины, по традиции, были уничтожены современниками при расторжении мира и начале новой войны в 431 году до н. э. Однако, географ II века Павсаний описал сохранившуюся таблицу с текстом договора в общегреческом религиозном центре в Дельфах.

## Последствия

Карта Греции с указанием основных союзов, которые сложились по окончании Малой Пелопоннесской войны

Тридцатилетний мир несмотря на то, что Афины отказывались от предыдущих завоеваний, являлся их блестящей дипломатической победой. Так оценивали договор как древние, так и современные историки. Афины потеряли лишь то, что при их слабой, по сравнению со спартанской, сухопутной армии не смогли бы удержать. Они достигли официального признания Афинского морского союза со стороны Спарты. Были обеспечены господство Афин в Эгейском море и беспрепятственный подвоз зерна из Чёрного моря. Авторы «Кембриджской истории древнего мира» подчёркивают, что вне зависимости от согласия Спарты Афины обладали несомненным преимуществом на море. Они не склонны преувеличивать значимость данных пунктов договора.
Единственной важной уступкой Афин стал отказ от Мегариды, что означало признание за Коринфом роли главного центра торговли между Востоком и Западом. Этим был устранён ряд противоречий между Афинами и Коринфом. Переход под контроль Афин Мегариды угрожал контролю коринфян над Истмом, через который, в условиях сложности навигации вокруг Пелопоннеса, проходили торговые пути между Эгейским и Ионическим морями. Утрата контроля Афин над Мегаридой отвечала главному интересу Коринфа перед началом Малой Пелопоннесской войны. Также, переход Мегариды и Беотии под спартанский контроль делали Афины уязвимыми. При необходимости войска Спарты могли беспрепятственно вторгаться в Аттику.
Тридцатилетний мир завершил Малую Пелопоннесскую войну и на время закрепил равновесие сил в Элладе между Пелопоннесским и Афинским морским союзами. В отличие от ситуации до начала войны, когда такие силы, как Аргос, Фессалия и Фивы не состояли в союзах, после заключения мира они оказались в проспартанском или проафинском лагерях. Баланс сил приобрёл характер биполярного разделения. В регионе установился шаткий мир, когда между главными участниками Спартой и Афинами были утрачены доверие и дружеские взаимоотношения. Любой конфликт между второстепенными участниками союзов грозил привести к большой общегреческой войне.
Заключение мира спровоцировало обострение внутриполитической борьбы в Афинах. Без необходимости консолидации усилий по противодействию внешнему врагу, разгорелся новый виток противостояния между «демократической», возглавляемой Периклом, и «аристократической», возглавляемой сыном Мелесия Фукидидом, партиями.
Согласно Плутарху со ссылкой на Теофраста, Перикл после заключения мира ежегодно посылал в Спарту большую сумму денег в качестве взятки, с помощью которой он оттягивал начало новой войны. Можно предположить, что Плутарх и Теофраст лишь пересказали слухи. Однако, после заключения Тридцатилетнего мира в афинском бюджете появилась «тайная» статья расходов «на необходимое» (др.-греч. εις то δέον). Ежегодно по этой статье Перикл без отчёта расходовал 10 талантов. Такое положение дел, в целом, устраивало афинский демос, так как он «принял эту статью расхода без всяких расспросов, не входя в расследование этой тайны».
Мирный договор действовал до 431 года до н. э., когда началась Пелопоннесская война.

### Античные источники
- Андокид. Речи, или история святотатцев / Пер. Э. Д. Фролова. — СПб.: Алетейя, 1996. — 256 с. — (Античная библиотека. Античная история). — ISBN 5-85233-003-26.
- Диодор Сицилийский. Историческая библиотека / Перевод, статья, комментарии и указатель О. П. Цыбенко. — М.: Лабиринт, 2000. — (Античное наследие).
- Фукидид. История. — М.: АСТ, Ладомир, 1999. — 736 с. — ISBN 5-86218-359-0.
- Павсаний. Описание Эллады / Перевод и примечания С. П. Кондратьева под редакцией Е. В. Никитюк. Ответственный редактор проф. Э. Д. Фролов. — СПб.: Алетейя, 1996. — ISBN 5-89329-006-2.
- Плутарх. Сравнительные жизнеописания в двух томах / Перевод С. П. Маркиша, обработка перевода для настоящего переиздания — С. С. Аверинцева, переработка комментария — М. Л. Гаспарова. — второе. — М.: Наука, 1994.

### Современные исследования
- Баклер Д. Спарта, Фивы, Афины и равновесие сил в Греции (457—359 гг. до н. э.) // Межгосударственные отношения и дипломатия античности. Учебно-методический комплекс. Ч. 1  / Печатается по решению кафедры истории древнего мира и средних веков Казанского государственного университета. — Казань, 2000. — С. 75—94. — ISBN 5-93139-066-9.
- Гущин В. Р. Афины на пути к демократии: VIII—V века до н. э.. — М.: Изд. дом Высшей школы экономики, 2021. — 456 с. — (Монографии ВШЭ: Гуманитарные науки). — 500 экз. — ISBN 978-5-7598-2220-2.
- Иллюстрированная энциклопедия «Руссика». История Древнего мира / Председатель научно-координационного совета академик РАН Чубарьян А. О.. — М.: ОЛМА-ПРЕСС Образование, 2004. — 640 с. — ISBN 5-94849-551-5.
- Лурье С. Я. История Греции / Составитель, автор вступительной статьи Э. Д. Фролов. — СПб.: Издательство С.-Петербургского ун-та, 1993. — 658 с. — 800 экз. — ISBN 5-288-00645-8.
- Льюис Д.-М. Глава 6. Тридцатилетний мир // Кембриджская история Древнего мира / Под редакцией Д.-М. Льюиса, Дж. Бордмэна, Дж.-К. Дэвиса, М. Оствальда. — М.: Ладомир, 2014. — Т. V. Пятый век до нашей эры. — ISBN 978-5-86218-519-5.
- Печатнова Л. Г. Способы отрешения от власти спартанских царей // Мнемон: Исследования и публикации по истории античного мира. — 2009. — № 8. — С. 65—102. — ISSN 1813-193X.
- Рунг Э. В., Венедиктова Е. А. Межгосударственные договоры классической Греции: нарративная традиция и эпиграфика // Проблемы истории, филологии, культуры. — 2017. — № 4. — С. 64—74.
- Строгецкий В. М. Полис и империя в классической Греции: Учебное пособие. — Н. Новгород: НГПИ им. М. Горького, 1991. — 244 с.
- Суриков И. Е. Античная Греция: политики в контексте эпохи: время расцвета демократии. — М.: Наука, 2008. — 383 с. — ISBN 978-5-02-036984-9.
- Суриков И. Е. Очерки об историописании в классической Греции. — М.: Языки славянских культур, 2011. — 504 с. — (Studia historica). — ISBN 978-5-9551-0489-8.
- Хаммонд Н. История Древней Греции / Пер. с англ. Л.А. Игоревского. — М.: Центрполиграф, 2008. — ISBN 978-5-9524-3490-5.